# 잠팽

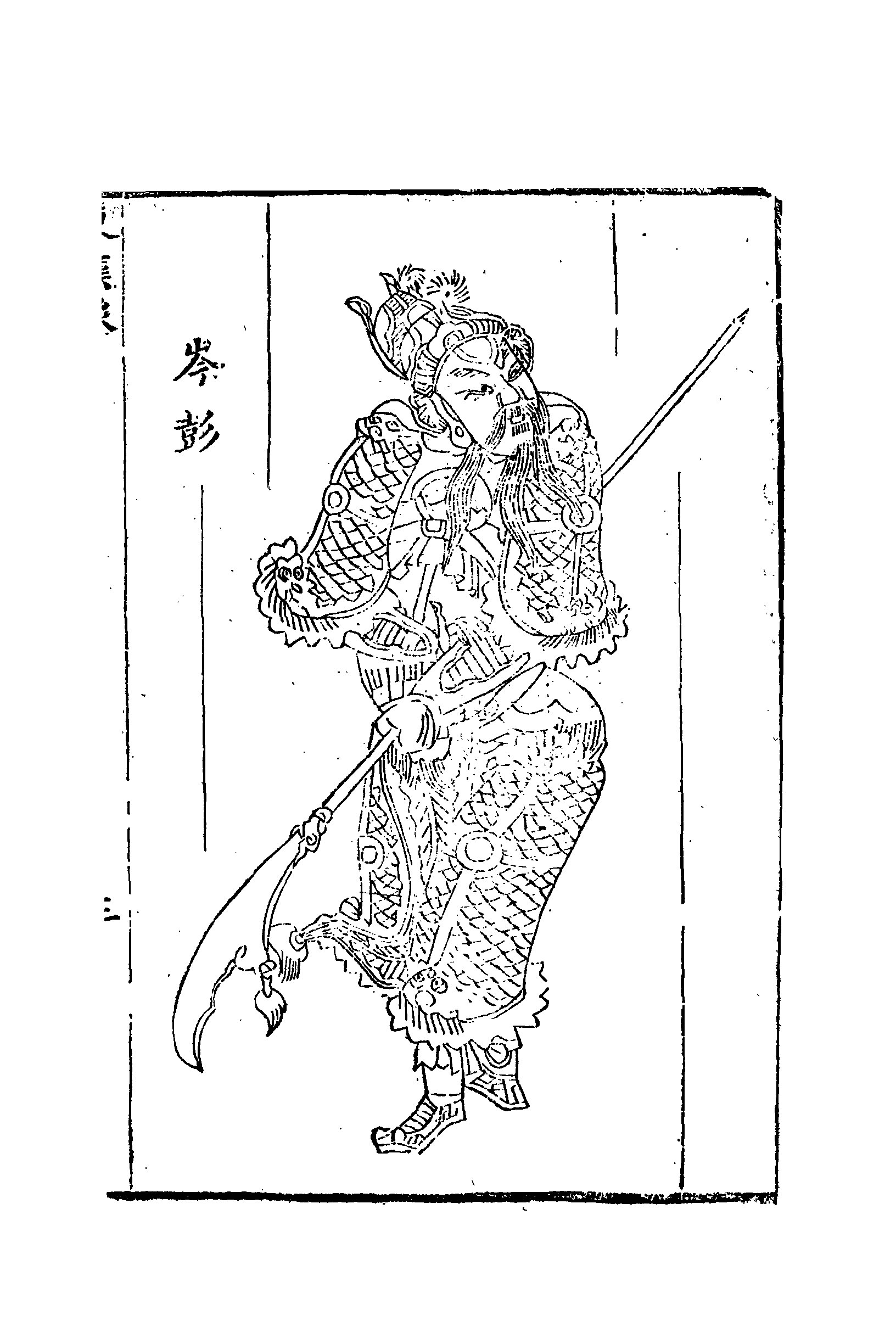
잠팽

잠팽(岑彭, ? ~ 35년)은 중국 양한교체기 시기의 무장이자 후한의 복벽 공신으로, 자는 군연(君然)이며 남양군 극양현 사람이다. 운대 28장 중 제6위이다.
처음에는 신나라의 관료로서 경시제와 맞서 싸웠으나 사로잡힌 후 광무제의 형 유연의 덕으로 목숨을 건져 경시제를 섬겼고, 광무제가 경시제에게서 독립하고 공격해 오자 광무제에게 투항했다. 이후 경시제의 신하들을 광무제에게 귀순시키고 형주와 교주 평정에 공헌했으며, 성나라 황제 공손술과의 싸움에서도 활약했으나 공손술의 자객에게 암살됐다.

## 생애

### 현한 시절
신나라에서 자기 고향인 극양현의 현장을 지내고 있었는데, 지황 3년(22년) 11월 유연이 반란을 일으켜 녹림군을 끌어들여 함께하고 공격해 와 극양을 빼앗기고 가속들과 함께 전수대부 진부에게 달아났다. 진부는 잠팽이 극양을 지키지 못한 것에 분노해 어머니와 아내를 사로잡고 공으로써 보상하게 했다. 그래서 빈객들을 거느리고 분투했으나, 지황 4년(23년) 정월 초하루에 진부가 전사하자 부상을 입은 채로 완성으로 돌아와 전수이(-貳, 전수대부의 부라는 뜻) 엄열(嚴說)와 함께 성을 지켰다. 한나라 군대가 몇 달을 공격해 오니 성에 양식이 떨어져서 사람들이 서로 잡아먹는 지경에 이르렀고, 결국 엄열과 함께 성을 들어 항복했다.
제장들은 주살하기를 청했으나, 대사도 유연이 관리로서 충성을 다해 성을 지켰으므로 그 의를 표창하고 제후로 봉해 후세에 널리 알려야 한다고 주장했고 경시제가 이를 받아들여 귀덕후에 봉하고 대사도에게 속하게 했다. 유연이 경시제에게 살해된 후에는 대사마 주유의 교위로 있었고, 주유를 따라 신나라의 양주목 이성(李聖)을 쳐 죽여 회양성(淮陽城)을 평정했다. 주유가 천거해 회양도위가 됐다. 경시제는 입위왕(立威王) 장앙과 장군 요위(徭偉)를 보내 회양을 진무하게 했는데 요위가 반란을 일으켜 장앙을 쳐 내쫓으니, 요위를 공격해 무찔렀다. 영천태수가 됐다. 그러나 용릉병 출신의 유무가 거병해 영천군을 함락하니, 관직을 얻지 못하고 수하 수백 명을 거느리고 동향 사람으로 하내태수를 지내는 한흠에게 투항했다.

### 광무제에 귀순
후한 광무제가 하내로 오자 한흠은 저지하려 했고, 잠팽은 말렸으나 듣지 않았다. 그러나 광무제는 이미 하내군의 치소가 있는 회현(지금의 허난성 우즈현)에 있었고, 한흠은 급히 투항했다. 광무제는 한흠의 모략을 알고 노해 한흠을 사로잡아 베려 했고, 잠팽을 불러들였다. 잠팽은 먼저 광무제를 칭송한 후 자신은 예전 광무제의 형 대사도 유연 덕분에 살았으나 아직 그 은혜를 갚지 못했으니 광무제에게 몸을 던지고 싶다고 했고, 한흠은 남양군의 대인이니 등용할 만하다고 권했다. 그래서 광무제는 한흠을 용서하고 등우의 군사로 삼았다.
기원(淇園)에 주둔한 경시제의 대장군 여식(呂植)을 설득해 항복시켜 자간대장군(刺姦大將軍)이 돼 군영들을 감독·시찰하는 일을 맡았고, 항상 절을 가져[지절(持節)], 하북 평정에 종군했다. 건무 원년(25년) 광무제가 즉위한 후에는 정위가 됐고, 귀덕후는 예전처럼 했으며, 대장군의 업무를 겸했다.
7월, 대사마 오한을 필두로 한 11명의 장수와 함께 낙양성을 몇 달 포위했으나 주유가 굳게 지켜 함락하지 못했다. 일찍이 주유의 교위였기에 광무제의 명령으로 주유에게 찾아가 항복 교섭을 했고, 주유와 개인적으로 환담을 나누었으나 항복 권고에는 광무제의 형 유연을 죽이고 경시제가 광무제를 하북에 원정 보내는 것도 반대했기 때문에 거절하자 이 말을 광무제에게 전했다. 광무제가 주유를 용서해 준다고 약속하자 그 말을 주유에게 전달했고, 주유가 신뢰의 징표로 성에 홀로 밧줄을 잡고 올라오라 하자 이에 응해 결국 주유를 항복하게 했다. 5일 후에 주유가 홀로 나와 면박하고 광무제를 찾아갈 때도 함께했다. 광무제는 주유의 결박을 풀고 잘 대해서 낙양성으로 돌려보냈고, 이틑날 9월 신묘일에 주유는 낙양성과 함께 완전히 항복했다.

### 등봉의 난
건무 2년(26년), 광무제의 명으로 형주를 쳐서 주(犨)·섭(葉)등 10여 성을 함락했다. 이 당시 형주는 군웅이 할거하고 있었다. 진풍(秦豊)은 여구(黎丘)를 거점으로 삼고 12현을 거느려 스스로 초려왕(楚黎王)이라 일컬었다. 동흔(董訢)은 도(堵)향에, 허한(許邯)은 남양군 복양현 행(杏)취에 웅거했다. 또 경시제의 장군들이 남양군의 각 성에 웅거했다. 그리고 광무제가 정벌을 맡긴 오한이 약탈과 포학을 일삼아, 광무제의 파로장군 등봉이 남양군 신야현에 돌아왔다가 자기 고향을 오한이 약탈한 것에 분노해 오한을 쳐서 치중을 빼앗고 육양현에 웅거했다. 가을이 되어 허한을 행에서 무찔러 항복시켰다. 광무제는 주우·가복·건위대장군 경감·한충장군 왕상·무위장군 곽수(郭守)·월기장군 유굉(劉宏)·편장군 유가·경식(耿植) 등을 보내 도왔다. 이들과 함께 등봉과 싸웠는데, 먼저 도를 쳤으나 등봉이 동흔을 도왔고, 등봉과 동흔의 군대가 모두 남양군의 정병이라 몇 달을 쳐도 이기지 못했다. 건무 3년(27년), 광무제가 직접 와서 섭에 이르렀고, 동흔이 길을 끊으려 하자 이를 쳐서 크게 무찔렀다. 광무제가 도양에 이르자 등봉은 밤을 틈타 육양으로 달아났고 동흔은 항복했다. 잠팽은 경감·적노기도위 장궁(臧宮) 등과 함께 소장안취에서 등봉을 추격했고, 광무제가 친히 싸워 대파했다. 등봉은 궁박해 항복했다. 광무제는 등봉이 원래 공신이고(광무제의 매부이며 역시 공신인 등신의 조카이기도 함), 반역한 것도 오한의 잘못 때문이기에 용서해 주려 했다. 그러나 경감과 함께 반대했다.
“등봉은 은혜를 배반하고 반역했고, 해를 넘어 원정하게 했고, 가복을 다치게 했고 주우를 사로잡았습니다. 폐하께서 친히 오셨음에도 참회하지 않고 친히 싸우셔서 지니까 항복한 겁니다. (등)봉을 주살하지 않는다면 악을 징치할 수 없습니다.”
그래서 등봉은 참수되었다.

### 남방 평정
광무제는 돌아가면서, 잠팽에게 명령을 내려 부준(傅俊)과 장궁과 3만여 명을 거느리고 진풍을 치게 했다. 남양군 신야현의 황우(黃郵)취를 함락했다. 진풍이 대장군 채굉(蔡宏)을 보내 등현에서 방어하니, 몇 달을 쳐도 이기지 못했다. 광무제가 꾸중하자, 밤중에 군대를 일으키고 서쪽으로 산도(山都)를 친다고 명령하고 포로 일부의 감시를 느슨하게 해 달아나게 했다. 포로가 작전계획을 진풍에게 알려줘, 진풍은 전군을 거느리고 서쪽에서 기다렸다. 그러나 이것은 진풍을 서쪽으로 유인한 것으로, 그 사이 군사들을 잠행해 면수를 건너 진풍의 장수 장양(張楊)을 아두산(阿頭山)에서 격파했다. 그리고 계곡을 따라 나무를 찍어 길을 내 진풍의 본거지 여구를 직접 습격해 무찔렀다. 진풍이 이를 듣고 매우 놀라서 돌아오자 동쪽 산에 의지해 군영을 차리고, 진풍과 채굉이 야습해 오자 준비해 놓고 출격해 진풍을 패배시키고 채굉을 베었다. 이 공적으로 무음후(舞陰侯)에 봉해졌다. 그리고 진풍의 재상 조경(趙京)이 의성현을 들어 항복해, 그를 성한장군(成漢將軍)에 삼고 함께 진풍이 있는 여구를 포위했다.
건무 4년(28년) 봄, 진풍의 사위인 이릉의 군웅 전융이 여구로 와서 항복하려고 하는데, 전융의 아내의 오빠 신신(辛臣)이 전융의 보물을 훔쳐서 먼저 투항하자 전융은 의심이 들어 거꾸로 진풍에게 붙었다. 잠팽은 몇 달 동안 전융과 싸워 크게 무찌르고 전융의 대장 오공(伍公)을 항복시켰다. 전풍은 이릉으로 달아났다. 광무제가 친히 여구에 와서 군을 위로하고 공을 세운 군사들을 표창했다. 진풍과 싸운 지 3년, 9만여 명을 베었고 진풍의 병사는 수천 명 남았으며 그나마도 양식이 떨어졌다. 광무제는 진풍이 이미 약해졌으므로 진풍 공격은 주우에게 맡기고 잠팽에게는 부준과 함께 전융을 치게 하니, 이릉에서 크게 무찔러 이릉을 함락하고 자귀현까지 추격했다. 전융은 촉으로 들어갔고 전융의 처자와 선비 수만 명을 사로잡았다.
더 나아가 촉한을 공격하려 했지만 식량이 부족하고 수운도 어려워서, 위로장군(威虜將軍) 풍준(馮駿)을 강주현에, 도위(都尉) 전홍(田鴻)은 이릉에, 영군(領軍) 이현(李玄)은 이도(夷道)에 주둔하게 하고 자신은 형주 길의 요충인 진향(津鄕)에 주둔하면서 오랑캐를 회유하고 항복하는 자는 군장으로 삼았다. 그리고 교지목 등양(鄧讓)과의 예전 교분을 활용해 등양을 설득하는 한편 편장군 굴충(屈充)에게는 격문으로 광무제의 명령을 전했다. 그래서 등양과 강하태수 후등(侯登)·무릉태수 왕당(王堂)·장사상 한복(韓福)·계양태수 장륭(張隆)·영릉태수 전흡(田翕)·창오태수 두목(杜穆)·교지태수 석광(錫光) 등이 광무제에게 공물을 바치고 열후가 됐으며, 이들 중 어떤 사람은 아들을 보내 종군시켰다. 이때부터 남방의 진기한 물자들이 유통되었다.
건무 6년(30년) 겨울, 부름을 받아 경사로 돌아왔다. 잦은 연회와 하사품으로 광무제에게서 환대를 받았다.

### 공손술과의 전쟁
건무 8년(32년), 광무제를 따라 외효와의 싸움에 나서 천수군을 무찔렀고, 오한과 함께 외효를 서성에서 포위했다. 공손술이 이육(李育)을 보내 외효를 구원하게 해 상규현을 지키니, 광무제는 갑연과 경감에게 포위하게 하고 돌아가면서 잠팽에게 글을 남겼다(고사성어 득롱망촉의 유래).
“두 성이 함락되면 장병들을 거느리고 남으로 촉을 쳐도 좋다. 사람의 고생은 족할 줄을 모르니, 이미 농(隴)을 평정했거늘 다시 촉(蜀)을 바라는구나. 병사를 낼 때마다 머리털은 새하얘진다.”
잠팽은 결국 계곡 물을 서성에 들이부었으나, 성은 한 장도 잠기지 않았고 공손술의 원병이 와서 외효를 기현으로 탈출시켰다. 식량이 떨어져 남은 치중을 태우고 농으로 군대를 물렸고, 갑연과 경감도 퇴각했다. 그나마 잠팽이 후미를 지켜 외효의 추격에서 군대를 보전할 수 있었고, 잠팽은 도로 형주의 진향으로 돌아갔다.
건무 9년(33년), 공손술이 임만(任滿)·전융·정범(程汎)이 거느리는 수만 군대를 보내 풍준·전홍·이현 등을 모조리 무찌르고 이릉·이도를 함락하고 형문(荊門)과 호아(虎牙)에 주둔했다. 강을 가로질러 부교와 싸움용 누각을 가설하고 물길을 끊고 산에 영채를 세워 한군과 맞섰다. 이를 몇 번 쳤으나 지기만 해, 누선과 돌격용 군선 수천 척을 건조했다. 건무 11년(35년) 봄, 오한과 주로장군 유륭(劉隆)·보위장군 장궁·효기장군 유흠(劉歆)과 함께 군대를 냈는데, 남양·무릉·남군 외에 또 계양·영릉·장사군에서 수군을 징발하니 총 6만여 명과 5천 필의 말이 형문으로 모였다. 오한은 수군 비용이 비싸므로 해산할 것을 주장했고 잠팽은 반대했는데, 광무제는 오한이 수전을 잘 모르므로 잠팽의 뜻을 따르게 했다. 잠팽은 부교를 칠 군사를 상을 내걸고 모으니 편장군 노기(魯奇)가 선봉에 섰다. 마침 바람이 미친 듯이 불자, 이를 타고 노기 등이 거슬러올라가 부교에 들이받았는데, 성군이 설치한 장애물은 바람 때문에 무용지물이었다. 노기 등은 죽을 힘을 다해 싸웠고 횃불을 던졌는데, 바람이 거세 불이 잘 일어나 누각을 태워 무너뜨렸다. 잠팽은 바람을 타고 전군을 진격시켰고, 성군은 혼란에 빠져 수천 명이 빠져죽었다. 임만을 죽였고 정범을 산 채로 사로잡았고 전융만 도망가 강주를 지켰다. 상주해 유륭을 남군태수로 삼고 장궁과 유흠과 함께 깊숙히 진격해 강관으로 들어갔고, 군에 약탈을 금했다. 지나가다 백성이 소와 술로 맞이하러 오면, 백성들의 장로들을 만나뵙고 한나라가 파촉 백성들을 애달프게 여겨 원정 왔으니 죄 있는 자만 치고 백성들은 해를 끼치지 않을 것이라고 선무하고, 소와 술은 받지 않았다. 백성들은 기뻐해 성문을 열고 투항했다. 조서가 내려와 익주목이 됐고, 투항하는 군들의 태수 업무를 대행하게 했다.
강주에 이르러서는 전융이 곡식이 많으므로 함락하기 어려울 것이라 여겨, 풍준에게 지키게 하고 자신은 파군 점강현으로 가서 평곡을 무찌르고 곡식 수만 석을 얻었다. 공손술은 이 소식을 듣고 연잠·여유·왕원과 자기 아우 공손회를 보내 광한현과 자중현에서 저지하게 하고 후단에게는 2만여 명을 주어 황석에서 저지하게 했다. 잠팽은 가짜 병사를 늘어놓아 호군 양흡(楊翕)과 장궁 등에게 연잠을 방어하게 하고, 자신의 군대는 일부는 강주현으로 가고 일부는 성도 근처를 흐르는 도강(都江)을 건너게 해 후단을 대파했다. 그리고 밤낮을 가리지 않고 행군해 무양(武陽)현을 함락하고, 정예 기병을 광도현까지 다다르게 하니 성도까지 수십 리에 불과했다. 당초에 한군이 평곡에 있다는 말을 듣고 공손술이 연잠 등에게 요격하게 한 것인데, 잠팽이 연잠 군의 후방에 나타나니 촉은 진동하고 공손술은 매우 놀라서 말했다. “무슨 신이라도 된 것이냐?”
군영을 팽망(彭亡) 땅에 두었다가, 이 지명을 해석하면 “(잠)팽이 망한다.”는 뜻이라 떠나려고 했다. 마침 날이 저물어, 성나라의 자객이 거짓 항복을 하고, 밤중에 그 자객에게 찔려 죽었다.
잠팽은 형문에서부터 무양에 이르기까지 군을 잘 정돈해 약탈이 없었다. 이를 들은 성나라의 공곡왕(邛穀王) 임귀가 투항하러 왔는데, 마침 잠팽이 죽었으므로 광무제는 임귀가 바친 물건들을 잠팽의 처자에게 주었고 시호를 장후(壯侯)라 했다. 촉 사람들은 잠팽을 불쌍히 여겨 무양에 사당을 세우고 제사를 지냈다. 아들 잠준(岑遵)이 뒤를 이었다.

## 출전
범엽: 《후한서》 권17 풍잠가열전 중 잠팽
| 전임 - | 후한의 정위 25년 ~ 26년 | 후임 등신 (대행) |